# Mirambeau (Charente-Maritime)
Mirambeau is een gemeente in het Franse departement Charente-Maritime (regio Nouvelle-Aquitaine). De plaats maakt deel uit van het arrondissement Jonzac. Mirambeau telde op 1 januari 2022 1.532 inwoners.

## Geografie
De oppervlakte van Mirambeau bedraagt bedroeg op 1 januari 2022 26,94 vierkante kilometer; de bevolkingsdichtheid was toen 56,9 inwoners per km².
De onderstaande kaart toont de ligging van Mirambeau met de belangrijkste infrastructuur en aangrenzende gemeenten.

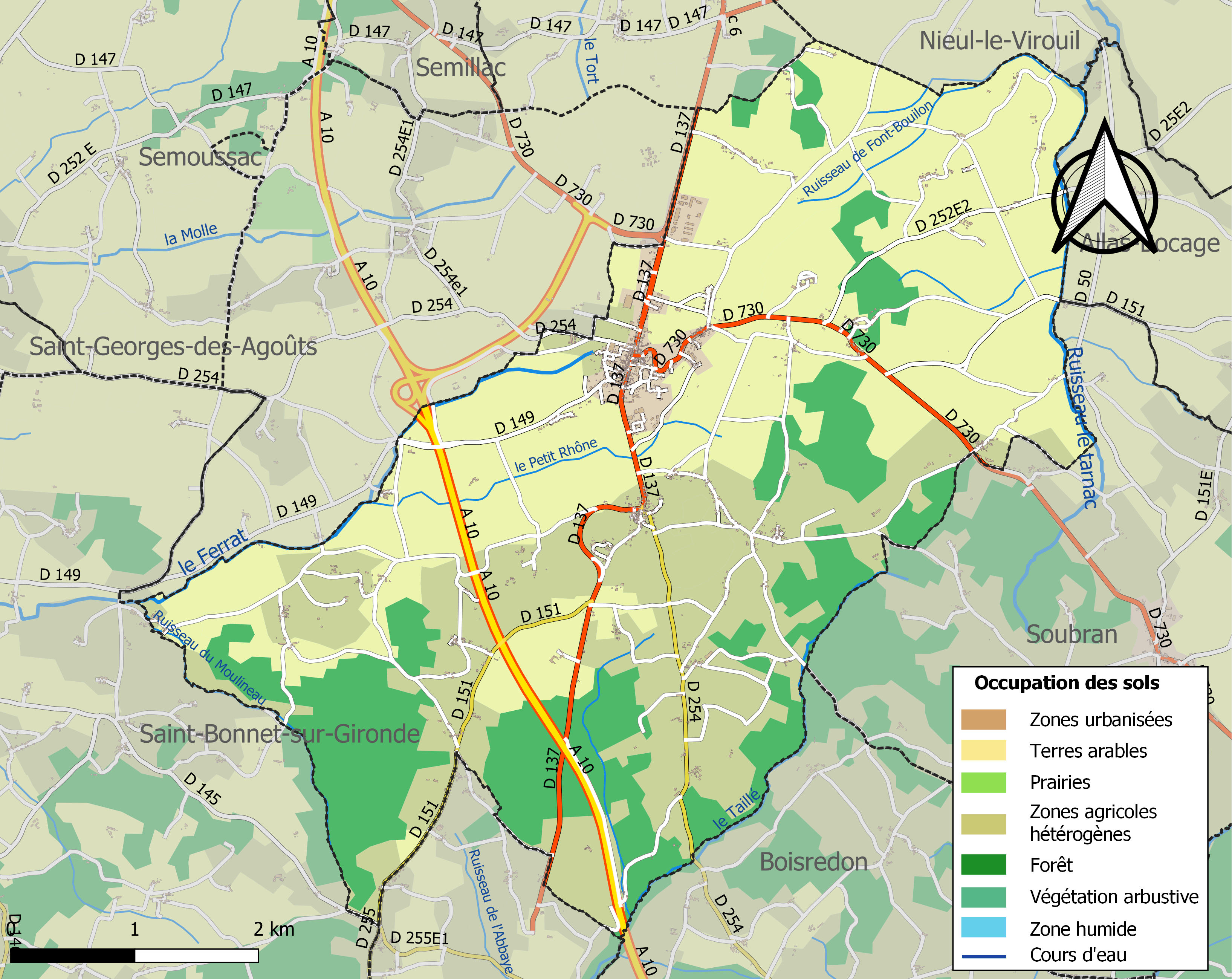

## Demografie
Onderstaande figuur toont het verloop van het inwonertal (bron: INSEE-tellingen).